# 布魯克林區海岸公園
海岸公園（Marine Park）是位于美國紐約州纽约布鲁克林区的一個公园，它面積為798英亩（3.2平方公里）。海岸公園的大部分土地來自於惠特尼家族於1920年捐赠给纽约市的土地，此外弗雷德里克·B·普拉特和阿尔弗雷德·特雷德威·怀特也於1917年共同捐赠了150英亩（0.61平方公里）土地。
海洋公园由休闲公园区和盐沼自然中心组成，沼泽鸟、棉尾兔、马蹄蟹和牡蛎蟾蜍分佈於此。